# Joseph Ryan
Julian Aube „Joseph” Ryan (ur. 23 listopada 1879 w Brooklynie, zm. 30 kwietnia 1972 w Milton) – amerykański wioślarz, złoty medalista olimpijski z St. Louis (1904) w konkurencji dwójka bez sternika.
Osadę tworzył także Robert Farnan.